# Сетфонтен
Сетфонтен (люкс. Simmer, фр. Septfontaines) — коммуна в Люксембурге, располагается в округе Люксембург. Коммуна Сетфонтен является частью кантона Капеллен. В коммуне находится одноимённый населённый пункт.
Население составляет 744 человек (на 2008 год), в коммуне располагаются 304 домашних хозяйств. Занимает площадь 14,96 км² (по занимаемой площади 83 место из 116 коммун). Наивысшая точка коммуны над уровнем моря составляет 391 м. (68 место из 116 коммун), наименьшая 247 м. (61 место из 116 коммун).